# Wereldbeker schaatsen 2010/2011 - 1000 meter vrouwen
De Wereldbeker schaatsen 2010/2011 - 1000 meter vrouwen begon op 12 november 2010 in Heerenveen en eindigde aldaar op 6 maart 2011. Titelverdedigster was Christine Nesbitt uit Canada, zij werd opgevolgd door Heather Richardson uit de Verenigde Staten. Richardson dankte haar eindzege vooral aan haar aanwezigheid in de 5e WB wedstrijd in Obihiro en waar enkele naaste concurrenten ontbraken. Ze won de beide verreden afstanden. In de overige races eindigde ze telkens achter titelverdedigster Nesbitt die dit seizoen tweede werd.
Deze wereldbekercompetitie was tevens het kwalificatietoernooi voor de WK afstanden 2011.

## Eindpodium 2009/2010
| Medaille | Naam                | Punten |
| -------- | ------------------- | ------ |
| Goud:    | Christine Nesbitt   | 472    |
| Zilver:  | Margot Boer         | 395    |
| Brons:   | Monique Angermüller | 351    |

## Podia
| Wedstrijd: | Goud:                               | Tijd       | Zilver:                             | Tijd    | Brons:                              | Tijd    |
| Heerenveen | Christine Nesbitt Canada            | 1.15,84    | Margot Boer Nederland               | 1.16,50 | Ireen Wüst Nederland                | 1.16,13 |
| Berlijn    | Christine Nesbitt Canada            | 1.15,86    | Heather Richardson Verenigde Staten | 1.16,31 | Margot Boer Nederland               | 1.16,51 |
| Changchun  | Christine Nesbitt Canada            | 1.16,07 BR | Heather Richardson Verenigde Staten | 1.17,49 | Judith Hesse Duitsland              | 1.18,04 |
| Changchun  | Christine Nesbitt Canada            | 1.16,55    | Heather Richardson Verenigde Staten | 1.17,59 | Nao Kodaira Japan                   | 1.17,98 |
| Obihiro    | Heather Richardson Verenigde Staten | 1.16,45 BR | Nao Kodaira Japan                   | 1.17,33 | Lee Sang-hwa Zuid-Korea             | 1.17,87 |
| Obihiro    | Heather Richardson Verenigde Staten | 1.17,27    | Nao Kodaira Japan                   | 1.17,77 | Maki Tsuji Japan                    | 1.18,29 |
| Moskou     | Christine Nesbitt Canada            | 1.15,59    | Ireen Wüst Nederland                | 1.15,94 | Heather Richardson Verenigde Staten | 1.16,18 |
| Heerenveen | Ireen Wüst Nederland                | 1.15,76    | Marrit Leenstra Nederland           | 1.16,19 | Laurine van Riessen Nederland       | 1.16,37 |

## Eindstand
| #  | Naam                   | HVN | BER | CHA1 | CHA2 | OBI1 | OBI2 | MOS | HVN | Totaal |
| -- | ---------------------- | --- | --- | ---- | ---- | ---- | ---- | --- | --- | ------ |
| 1  | Heather Richardson     | 50  | 80  | 80   | 80   | 100  | 100  | 70  | 45  | 605    |
| 2  | Christine Nesbitt      | 100 | 100 | 100  | 100  | —    | —    | 100 | 90  | 590    |
| 3  | Margot Boer            | 80  | 70  | 60   | 50   | —    | —    | 60  | 40  | 360    |
| 4  | Nao Kodaira            | 45  | 28  | 36   | 70   | 80   | 80   | —   | 14  | 353    |
| 5  | Ireen Wüst             | 70  | 50  | —    | —    | —    | —    | 80  | 150 | 350    |
| 6  | Laurine van Riessen    | 60  | 60  | 6    | 21   | —    | —    | 50  | 105 | 302    |
| 7  | Shannon Rempel         | 32  | 40  | 28   | 32   | 50   | 36   | 18  | 28  | 264    |
| 8  | Judith Hesse           | 12  | 18  | 70   | 18   | 45   | 50   | 24  | 24  | 261    |
| 9  | Marrit Leenstra        | 40  | 45  | —    | —    | —    | —    | 45  | 120 | 240    |
| 10 | Gabriele Hirschbichler | 19  | 5   | 45   | 45   | 40   | 45   | 21  | 8   | 228    |
| 11 | Maki Tsuji             | 28  | 24  | 18   | 40   | 32   | 70   | —   | 10  | 222    |
| 12 | Monique Angermüller    | 18  | 36  | 32   | 16   | 18   | 60   | 36  | —   | 216    |
| 13 | Brittany Schussler     | 36  | 8   | 40   | 60   | —    | —    | 40  | 18  | 202    |
| 14 | Miho Takagi            | 15  | 14  | 24   | 28   | 60   | 40   | —   | 16  | 197    |
| 15 | Chiara Simionato       | 8   | 4   | 16   | 12   | 36   | 24   | 32  | 12  | 144    |
| 16 | Cindy Klassen          | 0   | 15  | 50   | 36   | —    | —    | —   | 21  | 122    |
| 17 | Lee Sang-hwa           | 24  | 6   | 21   | —    | 70   | —    | —   | —   | 121    |
| 18 | Ida Njåtun             | 25  | 32  | —    | —    | —    | —    | 10  | 36  | 103    |
| 19 | Annette Gerritsen      | —   | —   | —    | —    | —    | —    | 25  | 75  | 100    |
| 20 | Zhang Hong             | —   | —   | 19   | 24   | 24   | 28   | —   | 5   | 100    |
| 21 | Roxanne van Hemert     | —   | —   | 15   | 14   | 28   | 32   | —   | —   | 89     |
| 22 | Jekaterina Lobysjeva   | 14  | 12  | —    | —    | —    | —    | 28  | 32  | 86     |
| 23 | Jevgenia Dmitrieva     | 0   | 0   | 11   | 6    | 14   | 21   | 8   | 6   | 66     |
| 24 | Natasja Bruintjes      | 21  | 21  | 12   | 10   | —    | —    | —   | —   | 64     |
| 25 | Rebekah Bradford       | 5   | 2   | 14   | 8    | 10   | 14   | 6   | 4   | 63     |
| 26 | Jekaterina Malysjeva   | 4   | —   | 0    | 2    | 21   | 18   | —   | —   | 45     |
| 27 | Hege Bøkko             | 6   | 25  | —    | —    | —    | —    | 12  | —   | 43     |
| 28 | Joelia Skokova         | 8   | 19  | —    | —    | —    | —    | 16  | —   | 43     |
| 29 | Lee Bo-ra              | 1   | 1   | 10   | 5    | 16   | 8    | —   | —   | 41     |
| 30 | Jekaterina Sjichova    | —   | 16  | —    | —    | —    | —    | 14  | —   | 30     |
| 31 | Yuki Matsuda           | 2   | 0   | —    | —    | 12   | 16   | —   | —   | 30     |
| 32 | Qi Shuai               | 0   | 0   | 1    | 8    | 8    | 12   | —   | —   | 29     |
| 33 | Olga Fatkulina         | 10  | 6   | —    | —    | —    | —    | 11  | —   | 27     |
| 34 | Kristina Groves        | 16  | 10  | —    | —    | —    | —    | —   | —   | 26     |
| 35 | Yu Jing                | —   | —   | 25   | —    | —    | —    | —   | —   | 25     |
| 36 | Karolína Erbanová      | 11  | 8   | —    | —    | —    | —    | 5   | —   | 24     |
| 37 | Anastasia Bucsis       | —   | —   | 3    | 4    | 4    | 10   | —   | —   | 21     |
| 38 | Jilleanne Rookard      | 3   | 11  | —    | —    | —    | —    | 6   | —   | 20     |
| 39 | Martina Sáblíková      | —   | —   | —    | —    | —    | —    | 19  | —   | 19     |
| 40 | Lauren Cholewinski     | 2   | 0   | 8    | 0    | 3    | 5    | —   | —   | 18     |
| 41 | Erina Kamiya           | —   | —   | 4    | 2    | 6    | 6    | —   | —   | 18     |
| 42 | Yukana Nishina         | —   | —   | —    | —    | —    | —    | 15  | —   | 15     |
| 43 | Nadezjda Asejeva       | —   | —   | 0    | 1    | 5    | 3    | —   | —   | 9      |
| 44 | Sarah Gregg            | —   | —   | —    | —    | —    | —    | 8   | —   | 8      |
| 45 | Jin Peiyu              | —   | 0   | 6    | 0    | —    | —    | —   | —   | 6      |
| 45 | Natalia Czerwonka      | 6   | —   | —    | —    | —    | —    | —   | —   | 6      |
| 47 | Jelena Abramovskaja    | —   | —   | 0    | 0    | 2    | 4    | —   | —   | 6      |
| 48 | Natsumi Kado           | —   | —   | —    | —    | —    | —    | 4   | —   | 4      |
| 49 | Isabell Ost            | 4   | —   | —    | —    | —    | —    | —   | —   | 4      |
| 50 | Tamara Oudenaarden     | —   | —   | —    | —    | —    | —    | 2   | —   | 2      |
| 51 | Anna Rokita            | —   | 0   | —    | —    | —    | —    | 1   | —   | 1      |

## Wereldbekerwedstrijden
Hier volgt een overzicht van de top 10 per wereldbekerwedstrijd en de Nederlanders.

### Heerenveen
| rang   | schaatser           | tijd    | punten |
| ------ | ------------------- | ------- | ------ |
| Goud   | Christine Nesbitt   | 1.15,84 | 100    |
| Zilver | Margot Boer         | 1.16,50 | 80     |
| Brons  | Ireen Wüst          | 1.16,75 | 70     |
| 4      | Laurine van Riessen | 1.16,94 | 60     |
| 5      | Heather Richardson  | 1.17,23 | 50     |
| 6      | Nao Kodaira         | 1.17,24 | 45     |
| 7      | Marrit Leenstra     | 1.17,28 | 40     |
| 8      | Brittany Schussler  | 1.17,31 | 36     |
| 9      | Shannon Rempel      | 1.17,37 | 32     |
| 10     | Maki Tsuji          | 1.17,51 | 28     |
|        |                     |         |        |
| 12     | Natasja Bruintjes   | 1.17,65 | 21     |

### Berlijn
| rang   | schaatser           | tijd    | punten |
| ------ | ------------------- | ------- | ------ |
| Goud   | Christine Nesbitt   | 1.15,86 | 100    |
| Zilver | Heather Richardson  | 1.16,31 | 80     |
| Brons  | Margot Boer         | 1.16,51 | 70     |
| 4      | Laurine van Riessen | 1.16,52 | 60     |
| 5      | Ireen Wüst          | 1.16,57 | 50     |
| 6      | Marrit Leenstra     | 1.16,78 | 45     |
| 7      | Shannon Rempel      | 1.17,00 | 40     |
| 8      | Monique Angermüller | 1.17,08 | 36     |
| 9      | Ida Njåtun          | 1.17,12 | 32     |
| 10     | Nao Kodaira         | 1.17,31 | 28     |
|        |                     |         |        |
| 12     | Natasja Bruintjes   | 1.17,45 | 21     |

### Changchun

#### Eerste race
| rang   | schaatser              | tijd    | punten |
| ------ | ---------------------- | ------- | ------ |
| Goud   | Christine Nesbitt      | 1.16,07 | 100    |
| Zilver | Heather Richardson     | 1.17,49 | 80     |
| Brons  | Judith Hesse           | 1.18,04 | 70     |
| 4      | Margot Boer            | 1.18,16 | 60     |
| 5      | Cindy Klassen          | 1.18,17 | 50     |
| 6      | Gabriele Hirschbichler | 1.18,21 | 45     |
| 7      | Brittany Schussler     | 1.18,37 | 40     |
| 8      | Nao Kodaira            | 1.18,43 | 36     |
| 9      | Monique Angermüller    | 1.18,58 | 32     |
| 10     | Shannon Rempel         | 1.18,60 | 28     |
|        |                        |         |        |
| 16     | Natasja Bruintjes      | 1.17,65 | 12     |
| 19     | Laurine van Riessen    | 2.11,11 | 6      |
|        |                        |         |        |
| B3     | Roxanne van Hemert     | 1.20,12 | 15     |

#### Tweede race
| rang   | schaatser              | tijd       | punten |
| ------ | ---------------------- | ---------- | ------ |
| Goud   | Christine Nesbitt      | 1.16,55    | 100    |
| Zilver | Heather Richardson     | 1.17,59    | 80     |
| Brons  | Nao Kodaira            | 1.17,98    | 70     |
| 4      | Brittany Schussler     | 1.18,06    | 60     |
| 5      | Margot Boer            | 1.18,09    | 50     |
| 6      | Gabriele Hirschbichler | 1.18,41    | 45     |
| 7      | Maki Tsuji             | 1.18,57    | 40     |
| 8      | Cindy Klassen          | 1.18,60    | 36     |
| 9      | Shannon Rempel         | 1.18,65    | 32     |
| 10     | Miho Takagi            | 1.18,92    | 28     |
|        |                        |            |        |
| 12     | Laurine van Riessen    | 1.18,95(8) | 24     |
| 15     | Roxanne van Hemert     | 1.19,50    | 18     |
| 17     | Natasja Bruintjes      | 1.19,78    | 14     |

### Obihiro

#### Eerste race
| rang   | schaatser              | tijd    | punten |
| ------ | ---------------------- | ------- | ------ |
| Goud   | Heather Richardson     | 1.16,45 | 100    |
| Zilver | Nao Kodaira            | 1.17,33 | 80     |
| Brons  | Lee Sang-hwa           | 1.17,87 | 70     |
| 4      | Miho Takagi            | 1.17,93 | 60     |
| 5      | Shannon Rempel         | 1.17,96 | 50     |
| 6      | Judith Hesse           | 1.18,02 | 45     |
| 7      | Gabriele Hirschbichler | 1.18,22 | 40     |
| 8      | Chiara Simionato       | 1.18,46 | 36     |
| 9      | Maki Tsuji             | 1.18,56 | 32     |
| 10     | Roxanne van Hemert     | 1.18,65 | 28     |

#### Tweede race
| rang   | schaatser              | tijd       | punten |
| ------ | ---------------------- | ---------- | ------ |
| Goud   | Heather Richardson     | 1.17,27    | 100    |
| Zilver | Nao Kodaira            | 1.17,77    | 80     |
| Brons  | Maki Tsuji             | 1.18,29    | 70     |
| 4      | Monique Angermüller    | 1.18,67    | 60     |
| 5      | Judith Hesse           | 1.18,74    | 50     |
| 6      | Gabriele Hirschbichler | 1.18,80    | 45     |
| 7      | Miho Takagi            | 1.18,88    | 40     |
| 8      | Shannon Rempel         | 1.18,92    | 36     |
| 9      | Roxanne van Hemert     | 1.18,97(4) | 32     |
| 10     | Zhang Hong             | 1.18,97(5) | 28     |

### Moskou
| rang   | schaatser            | tijd    | punten |
| ------ | -------------------- | ------- | ------ |
| Goud   | Christine Nesbitt    | 1.15,59 | 100    |
| Zilver | Ireen Wüst           | 1.15,94 | 80     |
| Brons  | Heather Richardson   | 1.16,18 | 70     |
| 4      | Margot Boer          | 1.16,58 | 60     |
| 5      | Laurine van Riessen  | 1.16,61 | 50     |
| 6      | Marrit Leenstra      | 1.16,68 | 45     |
| 7      | Brittany Schussler   | 1.16,71 | 40     |
| 8      | Monique Angermüller  | 1.16,94 | 36     |
| 9      | Chiara Simionato     | 1.16,96 | 32     |
| 10     | Jekaterina Lobysjeva | 1.17,34 | 28     |
|        |                      |         |        |
| B1     | Annette Gerritsen    | 1.16,80 | 25     |

### Heerenveen
| rang   | schaatser            | tijd    | punten |
| ------ | -------------------- | ------- | ------ |
| Goud   | Ireen Wüst           | 1.15,76 | 150    |
| Zilver | Marrit Leenstra      | 1.16,19 | 120    |
| Brons  | Laurine van Riessen  | 1.16,37 | 105    |
| 4      | Christine Nesbitt    | 1.16,43 | 90     |
| 5      | Annette Gerritsen    | 1.16,57 | 75     |
| 6      | Heather Richardson   | 1.16,61 | 45     |
| 7      | Margot Boer          | 1.17,12 | 40     |
| 8      | Ida Njåtun           | 1.17,77 | 36     |
| 9      | Jekaterina Lobysjeva | 1.17,93 | 32     |
| 10     | Shannon Rempel       | 1.18,11 | 28     |

1985/1986 · 
1986/1987 · 
1987/1988 · 
1988/1989 · 
1989/1990 · 
1990/1991 · 
1991/1992 · 
1992/1993 · 
1993/1994 · 
1994/1995 · 
1995/1996 · 
1996/1997 · 
1997/1998 · 
1998/1999 · 
1999/2000 · 
2000/2001 · 
2001/2002 · 
2002/2003 · 
2003/2004 · 
2004/2005 · 
2005/2006 · 
2006/2007 · 
2007/2008 · 
2008/2009 · 
2009/2010 · 
2010/2011 · 
2011/2012 · 
2012/2013 · 
2013/2014 · 
2014/2015 · 
2015/2016 · 
2016/2017 · 
2017/2018 · 
2018/2019 · 
2019/2020 · 
2020/2021 · 
2021/2022 · 
2022/2023 · 
2023/2024 · 
2024/2025